# I. Huszrau szászánida király
I. Huszrau Anósírván (496 körül – 579. január 31., görög: Khoszroész) I. Kavád fia, a Szászánida Birodalom királya 531-579 volt. A leghíresebb szászánida király, híressé a szászánida kormányzati rendszer reformjával vált.
A  Huszrau név azt jelenti: "híres, Az Anósirván jelentése: "halhatatlan lélek."

## Uralkodása

### Hadjáratai
Annak ellenére, hogy I. Justinianus bizánci császár (527–565) 440 000 solidust fizetett a békéért, 540-ben Huszrau megtörte az 531-ben kötött „Pax Aeterna”-t és betört Szíriába, elsősorban azért, hogy zsákmányt szerezzen. A szászánida király gyorsan tört előre Szíriában, és hamarosan Antiokheia falainál állt. A város kemény csata után a perzsák kezére került. Antiokheia elhurcolt lakosságának letelepítésére a király új várost építtetett a szászánida főváros, Ktésziphón határában, melyet Veh Antiok Huszrau-nak nevezett el, ami azt jelenti: „Antiokheiánál jobbat épített Huszrau”. Végül 561-ben 50 évre békét kötöttek, de a szerződés nem sokáig maradt érvényben.
Huszrau közben elég erősnek érezte magát ahhoz is, hogy a heftalitáknak megtagadja az évenkénti adó fizetését, és 557 táján a türkökkel lépett szövetségre. A két szövetséges elsöprő győzelmet aratott a heftaliták felett, és fölosztotta egymás között a hun királyságot. Huszrau megbosszulta a heftalitáktól elszenvedett vereségeket, és visszaszerezte a perzsák becsületét. Érmét is kibocsátott, ezzel a felirattal: „Irán megszabadult a félelemtől”.
565-ben meghalt I. Justinianus, akit II. Justinus követett a trónon. Ő elhatározta, hogy nem fizet adót az arab törzsfőknek Szíria békében hagyásáért. Egy évvel korábban Armenia Magna szászánida kormányzója templomot épített a Dvint – a mai Jereván közelében fekvő ősi várost – sújtó tűzvész emlékére. Megölette azonban a Mamikonia család egyik befolyásos tagját, emiatt 571-ben lázadás robbant ki, amelynek során megölték őt magát és testőrségének tagjait.
II. Justinus kihasználta az armeniai lázadást, és megtagadta az éves adó fizetését I. Huszraunak. Az örmények szövetségesként csatlakoztak Bizánchoz és II. Justinus sereget küldött Perzsiába, amely 572-ben ostrom alá vette Niszibiszt. Azonban a bizánci vezérek közti súrlódások nem csupán az ostrom feladásához vezettek, hanem ők maguk kerültek ostrom alá Dara városában, melyet a perzsák végül elfoglaltak. Ezután a perzsák kifosztották Szíriát, s ekkor II. Justinus békét kért. Az örmény felkelés általános amnesztiával végződött, és Armenia ismét perzsa kézre került. 
570 körül Maal-karib, Jemen királyának unokatestvére I. Huszrau segítségét kérte az országába betörő etióp keresztény királysággal szemben. I. Huszrau egy flottát és egy kis sereget küldött Vahriz vezérletével a mai Áden közelébe. A perzsák itt partra szálltak és megindultak Szanaába, az etiópok által elfoglalt jemeni fővárosba, és elfoglalták azt. Saif, az expedíciót kísérő Mard-Karib fia, lett a király 575-577 között. A szászánidák támaszpontot létesítettek az Arab-félsziget déli részében, hogy innen tartsák ellenőrzésük alatt a térség kereskedelmét. Később Dél-Arábia királyai megtagadták a hűséget a szászánidákkal szemben, ezért újabb perzsa expedíciót kellett a térségbe küldeni, amely sikeresen annektálta Dél-Arábiát, és a Szászánida Birodalom újabb provinciájává tette azt. Dél-Arábia a II. Huszraut követő válságidőszakig maradt perzsa provincia.

### Reformjai
Uralkodása alatt új, racionalizált adórendszert vezetett be, mely a földtulajdonok vizsgálatán alapult. Ezt a reformot már apja, Kavád elkezdte. Minden eszközt bevetett, hogy növelje az állami bevételeket. Korábban a földesurak maguk fegyverezték fel a saját és követőik illetve fiaik seregét. I. Huszrau vezette be a „dehkans” (azaz lovagok) fogalmát, akiket a központi kormányzat fizetett és fegyverzett fel. A hadsereget és a közigazgatást a központi hatalom alá vonta, azaz centralizálta.
Feltérképezték és kimérték a földeket, számba vették az összes datolyapálmát, szőlőtőkét, olaj-, dió- és gyümölcsfát. Megváltoztatta az adórendszert. A régi évenkénti adókivetés eredménye az lett, hogy a termés gyakran tönkrement, mert csak az adóbecslő ott járta után lehetett betakarítani. Helyébe most a rögzített évi adózás lépett, amelyet az előző évek terméshozama alapján vetettek ki. Az adót három részletben kellett megfizetni, készpénzben és nem terményben. Így minden földműves előre ismerte a rárótt terheket, s előre tudott tervezni, az állam pedig nagy hasznot húzott a biztos készpénzbevételből. Fejadót is kivetettek a 20 és 50 év közötti férfiakra, de ezt csak a köznépen hajtották be. 
Huszrau a biztos évi bevétel alapján katonai reformokat hajtott végre. A király felszereléssel látta el, és meg is fizette a szegényebb lovagokat. Ily módon a katonák új osztályát hozta létre, akik kizárólag a királynak tartoztak hűséggel. Ezek a dihqánok az iráni társadalom fontos részévé váltak. Jelentősen megnövelték a hadsereg ütőképességét, és egyben gyöngítették az óriási magánhadsereggel rendelkező főnemesek hatalmát. Huszrau Iránt négy katonai övezetre osztotta, és mindegyik élére egy parancsnokot állított. Megerősítette a határokat, családokat telepítvén a közelükbe határvédelmi feladattal, s feltehetően ő építtette a nagy falat a gurgáni síkságon. Más erődítéseket is helyreállíttatott vagy újjáépíttetett, kiváltképpen azokat, amelyek a Kaukázus hágóit őrizték. Huszrau hatalmas öntözőműveket is építtetett. A földművelés fontosságáról vallott nézeteit a királyságról szóló tanításában foglalta össze, amely Maszúdi, 10. századi arab író egyik szövegében maradt ránk.

### Kultúra

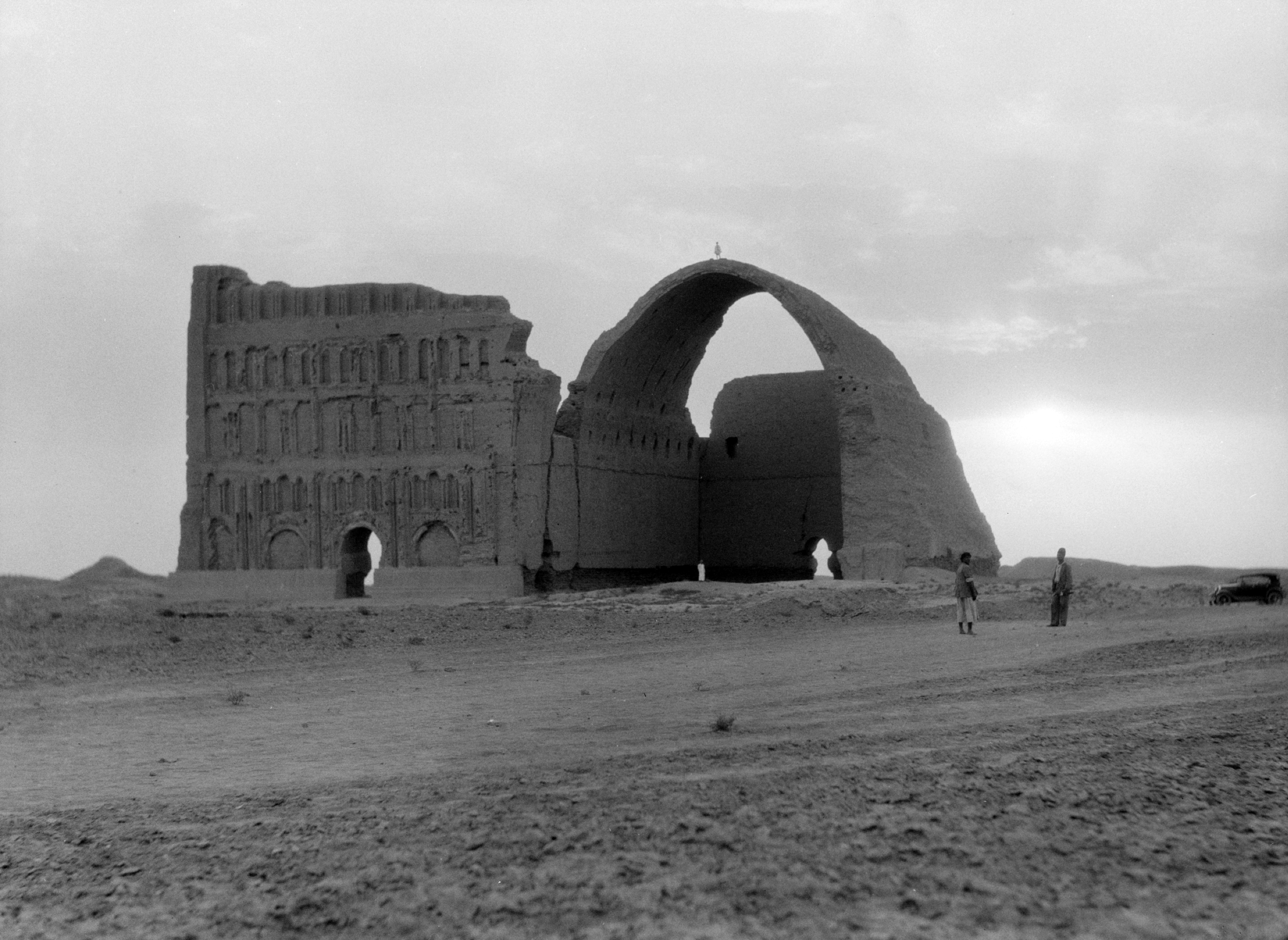
Huszrau palotájának maradványa (Tak Kiszra) az iraki Ktésziphónban (1932)

Huszrau arról is híres volt, hogy pártolta a tudományokat, és uralkodása idején sok pehlevi nyelvű könyv látott napvilágot. Bár uralkodóvá tette a zoroasztriánus ortodoxiát s annak merev osztálytagozódását is, a kisebbségeket azonban nem üldözte. Sőt szívesen látta udvarában a görög orvosokat és gondolkodókat, és Gundésápúrban egyetemet alapított. Sok történetet költöttek bölcs vezírjéről, Buzurdzsmihrről, a hagyomány szerint ő eszelte ki a nardot (ostábla), a perzsák legkedveltebb játékát. A másik legnépszerűbb játék abban az időben a lovas póló volt. Minden idők leghíresebb szászánida épületeként épült fel Ktésziphónban Huszrau palotája, amelyet Huszrau csarnokának neveztek (mai arab neve Tak Kiszra). Valószínűleg ő volt az, aki helyreállította a dinasztia egyik legfontosabb vallási központját, a Király és a Harcosok Tűztemplomát (Atúr Gusnaszp). Az épület a szászánida kori Síz (vagy Ganzak), mai Takht-e Szoleimán (Salamon trónja) közelében állt.

### Összegzés
I. Huszrau uralkodása alatt volt a dighanok fénykora, a földbirtokos kisnemességé, akik az alapját adták a későbbi szászánida provinciális közigazgatásnak és adószedési rendszernek. 
I. Huszrau nagy építtető volt, aki új épületekkel szépítette meg fővárosát. Újjáépítette a csatornákat és háborúk során elpusztult vidéki birtokközpontokat. Szintén épített erődítményeket a fontos kereskedelmi útvonalak mentén. Egyes nomád törzseket letelepített a határvidékeken, és védelmi feladattal látta el őket. Minden vallással szemben toleráns volt, bár a zoroasztrizmust nyilvánította hivatalos vallássá. Az sem zavarta, mikor egyik fia felvette a kereszténységet.
Uralkodása alatt Irán dicsősége csúcspontjára jutott, és mégis, e tündöklés ellenére a szászánida dinasztia napjai meg voltak számlálva. Néhány évvel azelőtt, hogy Huszrau elhunyt „egy hétfői napon, az elefánt éve rabí al-avval hónapjának második napján” (570 körül) megszületett Mohamed próféta. Alig hetven évvel később az iszlám seregek két elsöprő harctéri győzelemmel – 636-ban Qádiszijjánál és 641-ben Nahávandnál – teljesen megtörték a szászánidák hatalmát. De még mielőtt ez megtörtént, I. Huszrau unokája, Huszrau Parvíz („győzedelmes”) a szászánida sereget minden eddiginél messzebbre vezette nyugat felé, és elfoglalta Jeruzsálemet és Egyiptomot, sőt magát Konstantinápolyt is  ostrom alá vette.

## Fordítás
- Ez a szócikk részben vagy egészben  az   Imperio Sasánida című spanyol Wikipédia-szócikk fordításán alapul.  Az eredeti cikk szerkesztőit annak laptörténete sorolja fel. Ez a jelzés csupán a megfogalmazás eredetét és a szerzői jogokat jelzi, nem szolgál a cikkben szereplő információk forrásmegjelöléseként.